# Ернст Буш
Ернст Буш (Есен, 6. јул 1885 — Лондон, 17. јул 1945) је био немачки фелдмаршал током Другог светског рата, командант 16. армије а касније и група армија Центар.

## Рани период
Ернст Буш се родио 6. јула 1885. године у Есену, индустријска област Рур, Немачка. Буш 1904. године завршава војну академију у Грос-Лихтерфелу и добија прво официрско звање, приступивши империјској армији у Вестфалијски 13. пешадијски пук у Минстеру. Током 1908. године присвојено му је звање млађи потпоручник у 57. пешадијском пуку, а 1913. године повишен у звање старији потпоручник, и послат на војну академију у Каселу да би продужио школовање.
Скоро цео Први светски рат Буш проводи као пешадијски командир на Западном фронту. На почетку борбених дејстава, постављен је за командира чете, а већ 1915. добија чин капетана. Мало након тога Буш добија команду батаљона у 56. пешадијском пуку. Он узима учешће у борбама код Ремса, Намира, у сектору Артуа, у Фландрији, код Ла Баса, Араса, Вердена и рејону Шампање током 1918. године. За показану храброст, награђен је орденом Pour le Merite. У периоду 1919 — 1932. година, Буш заузима различита штабна и командна места, налазећи се у саставу армије од 100.000 војника, колико је било дозвољено Немачкој да поседује после Првог светског рата. Током 1925. године постављен је на место инспектора за транспорт војске Рајхсвера, а 1930. године постаје командант батаљона у 9. пешадијском пуку и добија чин потпуковника. Након две године Буш постаје командант 9. пешадијског пука у Потсдаму.

## Долазак нациста
Ернст Буш је био нациста до коске, слепо верујући Хитлеру. Такође је био немилосрдан, признајући да му је пријатно да заседа у „народном суду“, често изричући смртне пресуде. Његова биографија није се одликовала никаквим необичним догађајима до доласка Хитлера на власт 1933. године, након чега започиње брзо да напредује. Буш је 1932. године био потпуковник и водио се под редним бројем 176 у списку виших официра у Немачкој армији. Одмах по доласку Хитлера на власт он добија чин пуковник, а већ 1935. године чин генерал-мајор и дужност команданта 23. пешадијске дивизије у Потсдаму. Дана, 1. октобра 1937. године постаје генерал-потпуковник и активно подржава Хитлера у време кризе Бломберг - Фрич. Одмах након тога у својој 53. години, Буш мења фон Клајста на место команданта 8 округа у време чистке коју је спроводио фелдмаршал Валтер фон Браухич. Затим је слепо подржао Хитлерове планове за упад у Чехословачку, упркос ризику и опоменама од највиших и искусних официра.

## Други светски рат
У време напада на Пољску, 8 корпус Ернста Буша (8., 28., и 239. пешадијска дивизија, 5. оклопна дивизија и СС пук „Германија") налазио се на левом крилу 14. армије генерала Листа у саставу групе армија Југ. Он овладава Краковом, приближава по дужини Висли и завршава борбена дејства недалеко од Лавова.
Буш мења Кихлера на место команданта 16. армије (раније 3. армија) у време инвазије на Француску. Он није познавао тенковску тактику нити је веровао у план тенковског напада који је предлагао Хајнц Гудеријан, нити у тенковски пробој до Мезе без помоћи пешадије а камоли до Ламанша. Ипак главни задатак Буша за време започетог наступања у оквиру западне кампање се састојао у покривању левог крила Гудеријана. У другој етапи операције (чишћење овладалог терена од француских војника), Буш руководи са 13. дивизија - све пешадијске - и следи тенковске јединице на југ, дубоко у Француску територију. Након капитулације Француске, 19. јула 1940. године Буш је унапређен у чин генерал-пуковник.
Буш са 16. армијом остаје у Француску све до пролећа 1941. године, када се предислоцира у Пољску. У време напада на Совјетски Савез, 16. армија се налазила на јужном крилу групе армија Север. На дан 27. јун 1941. године у саставу 16. армије налазило се 7. пешадијских дивизија. Касније у току године у састав улазе и неке мање оклопне јединице. Армија Буша прелази совјетску границу и за месец и по се приближава граду Стараја Руса, који је заузет тек у другој недељи августа од стране три дивизије 10. корпуса након крвавих уличних борби. Недуго затим, средином августа 10. корпус је нападнут од совјетске 34. армије (осам пешадијских дивизија, коњички корпус и оклопни корпус). Зато 56. оклопном корпусу Ерих фон Манштајн наређује да се заустави са наступањем ка Лењинграду и упути као помоћ за решавање настале ситуације. Дана, 16. августа правећи обилазак штаба 16. армије, Манштајн је окарактерисао затечено стање као „изгубљено“. Међутим искусни Ерих фон Манштајн успева са измени ситуацију, опкољава 34. совјетску армију и до 23. августа је потпуно разбија (остаци армије се повлаче у дубини своје територије на поновно формирање).
Буш дочекује зимско наступање совјета 1941—1942. године са 38. и 39. оклопним корпусом као и 10. и 2. армијским корпусом: девет пешадијских дивизија, једна моторизована дивизија и једна СС моторизована дивизија, које су се налазиле у предњој линији и 18. моторизована дивизија у резерви. Дана, 9. јануара 1942. године уз жесток мраз, четири совјетске армије (52., 11., 34. и 3. ударна) крећу са контранападом. Буш саопштава својим командантима, да не располаже никаквом резервом и да су принуђени да остану на тренутним позицијама. Други корпус под командом Валтера фон Брокдорфа - Алефелта се нашао 8. фебруара у окружењу код Демјанска: 30., 32. и 123. пешадијска дивизија, остаци 290 пешадијске дивизије, 3. СС моторизована дивизија „Мртвачка глава“ и делови 12. пешадијске дивизије. Још раније, 28. јануара генерал-потпуковник Шерер се нашао опкољен на југу у рејону Холма заједно са штабом 281. пешадијске извиђачке дивизије и око 5500 војника из састава различитих мањих јединица. Упорна одбрана 290. пешадијске дивизије генерал-пуковника Теодора фон Вредеа у трајању од неколико недеља против огромних снага 34. армије јужно од Илменског језера, довела је до потпуниг уништења те дивизије. Буш успева да задржи животно важан насељени пункт и извор снабдевања - град Стараја Руса, на рачун своје једине резерве - 18. моторизована дивизија под командом Вернера фон Ермансдорфа. Штавише у граду су дуго текле уличне борбе, понекад попримивши облик прса у прса пред вратима главних магацина за снабдевање 16. армије.

## Након рата
Ернст Буш се предао 3. маја 1945. Одведен је у Британију као ратни заробљеник и умро је у заточеништву 17. јула 1945. године.